# ヘルベルト・フェヒナー

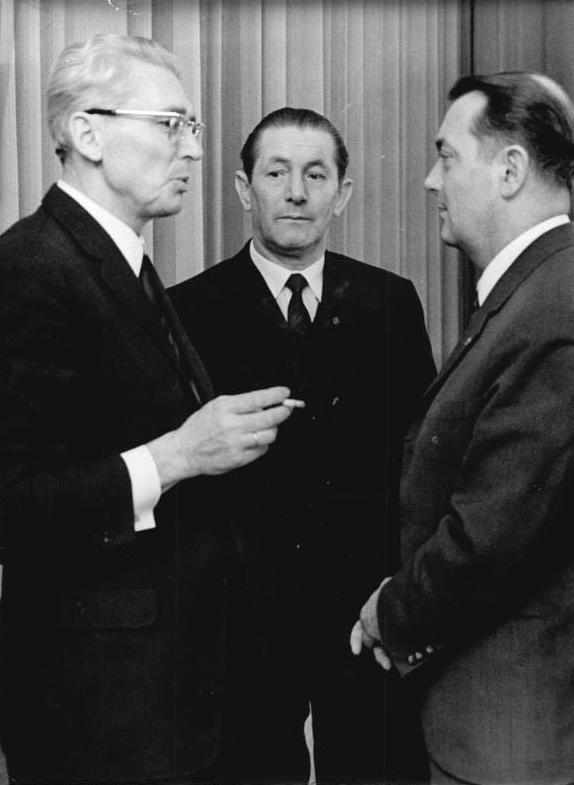
会議に出席したフェヒナー（左端）（1970年）

ヘルベルト・クルト・フェヒナー（Herbert Kurt Fechner、1913年8月27日–1998年12月28日）は、ドイツ民主共和国（東ドイツ）の政治家。1967年から1974年まで東ベルリン市長を務めた。

## 来歴・人物
ベルリンに生まれる。電信技師の修業を積んだ。1945年にドイツ社会民主党（SPD）に入党。翌年東ドイツ（当時は赤軍占領区域）のSPDはドイツ社会主義統一党（SED）に強制的に編入されたため、SEDに入党した。1948年にSEDベルリン＝リヒテンベルク地区書記に就任。1950年から1951年まで、ベルリン＝トレプトウ地区党第一書記を務める。1951年、国民教育・保健・社会省に参事官として入党。1967年から1974年まで、東ベルリン市長を務めた。
東西ドイツ再統一後にベルリンで死去した。